# 里斯本议定书
里斯本议定书全名附加于1991年第一阶段削减战略武器条约的里斯本议定书，指的是由俄罗斯、白俄罗斯、乌克兰和哈萨克斯坦代表签署的一份议定书；该议定书承认这四个国家是苏联的继承者，且这四个国家都需依照《第一阶段削减战略武器条约》继续履行苏联在解体前的所有义务。该议定书于1992年5月23日在葡萄牙里斯本签署。 

## 背景
1991年12月25日苏联解体后，前苏联在联合国的席位由俄罗斯代表继承；原苏联所属核武器的去向也成为了世界关注的问题之一。这些核武器大多数在俄罗斯境内，但也有一些存储于白俄罗斯、乌克兰和哈萨克斯坦境内；其中，乌克兰境内拥有核武器数量占苏联核武库的17%。除此之外，苏联还于解体前在1991年7月签署了《第一阶段削减战略武器条约》。
1991年12月8日，独立国家联合体成立，并在后续的13天内成员国数量达到11个；1991年12月21日，独立国家联合体11个成员国签署阿拉木图宣言，建立了独联体联合武装部队。

## 内容
里斯本议定书承认了白俄罗斯、哈萨克斯坦、俄罗斯和乌克兰作为苏联继承国的合法地位，并仍需履行苏联解体前签订的各条约所规定的义务。除此之外，白俄罗斯、哈萨克斯坦和乌克兰需要遵守1968年7月1日签署的不扩散核武器条约对无核国家的规定，在尽可能短的时间内为达成该条约所规定条款作出必要的行动。

## 签署
1992年5月23日，议定书在里斯本由皮亚特罗·克拉夫琴卡、图勒根·朱季耶夫、安德烈·科济列夫、阿纳托利·兹连科和詹姆斯·贝克分别代表白俄罗斯、哈萨克斯坦、俄罗斯、乌克兰和美国五方签署，一式五份，每份由白俄罗斯语、英语、哈萨克语、俄语和乌克兰语分别书写，所有语言版本都具有同等效力。

## 生效
尽管白俄罗斯、乌克兰和哈萨克斯坦已于1992年5月在该议定书上签字，但每个国家的政府都还需要承认该议定书和条约有效才能执行这些条例——俄罗斯作为苏联的继承国，甚至也仍需要等待政府承认《第一阶段削减战略武器条约》。尽管在乌克兰有不少人反对放弃核武器，但里斯本议定书的所有签署国还是在1994年12月5日交换了承认书，协议自此刻起正式生效。
哈萨克斯坦政府比起维持核武库，更愿意将资源集中用于国家的发展。为了换取美国和俄罗斯的安全保障及军事、财政方面的援助，哈萨克斯坦在1995年5月之前即已向俄罗斯交出了所有核武器。白俄罗斯和乌克兰到20世纪90年代中期为止仍拒绝全面执行该议定书，希望保留核威慑力量或外交谈判筹码；但白俄罗斯在经济上相当依赖俄罗斯，故最终还是执行了将所有核武器转让给俄罗斯的协议。乌克兰最终也为换取美俄双方的各方面援助同意交出核武器。1996年底，所有议定书签署国向俄罗斯交出了所有的核武器，至此里斯本议定书彻底完成了所有执行工作。

## 后续

### 乌克兰
在议定书签署期间，乌克兰担心后续在独联体各国领土可能发生一系列因当地种族间摩擦产生的武装冲突（如1991-1992年南奥塞梯战争、德涅斯特河沿岸战争等）。1992年1月11日，乌克兰和俄罗斯联邦之间关于黑海舰队归属的谈判失败，之后俄罗斯议会委员会开始就1954年克里米亚转交给乌克兰的合法性作出修改。
在美苏签署的《第一次削减战略武器条约》中，乌克兰被承认为苏联的继承者之一。根据里斯本议定书第五条，乌克兰必须作为不拥有核武器的缔约国承诺加入《不扩散核武器条约》；除此之外，乌克兰与包括美国在内的所有签署国都需承认《第一次削减战略武器条约》的效用，并且应当履行该条约的所有规定。
在签署《里斯本议定书》之前，乌克兰已经就其成为无核国家的意图发表了几项正式声明，其中包括乌克兰国家主权声明（第9条）以及一些单独的乌克兰法律条款。签署议定书后，时任乌克兰总统列昂尼德·克拉夫丘克在第46届联合国大会上正式宣布乌克兰有意获得无核国家地位。 
1993年11月18日，乌克兰最高拉达在闭门会议中通过了承认里斯本议定书和《第一次削减战略武器条约》的动议，并列出了乌克兰可以加入不扩散条约的条件清单和必须成为进一步谈判主题的内容清单。经过俄罗斯、乌克兰和美国之间的谈判，三国总统在1994年1月14日签署了有关《第一次削减战略武器条约》的流程声明 。1994年9月6日，时任中华人民共和国主席江泽民与时任乌克兰总统列昂尼德·库奇马在基辅签署《中华人民共和国和乌克兰联合声明》，承诺不对乌克兰使用核武器，并在乌克兰受核威胁时向该国提供安全保证。
次日，乌克兰、俄罗斯、英国和美国领导人签署了布达佩斯安全保障备忘录，为乌克兰作为无核武器国家加入不扩散核武器条约提供安全保障。

### 白俄罗斯
1993年7月，白俄罗斯正式加入不扩散核武器条约，成为了首个自愿放弃由前苏联继承的核武器的独联体国家。1994年12月5日，白俄罗斯与英美俄三方签署了布达佩斯备忘录，后者三方愿意为白俄罗斯提供安全保障。到1996年11月，所有的核武器均已从白俄罗斯撤出。
2000年5月13日，白俄罗斯通过了承认《全面禁止核试验条约》有效的决议；并令此条约即刻生效。

### 哈萨克斯坦
1993年夏，哈萨克斯坦民间在阿拉木圖组建了反核联合会，强烈要求中华人民共和国政府关闭位于新疆的罗布泊核试验场。哈萨克斯坦政府也在之后多次向北京强调禁止试验的有关问题，但中方始终坚持拒绝关闭核试验场地，一度导致中华人民共和国和哈萨克斯坦政府之间的关系恶化。
同年9月，哈萨克斯坦和美国代表展开了多次磋商，希望美方能够在哈萨克斯坦拆毁苏联制SS-18弹道导弹后给予一定经济援助。1993年10月初，国际原子能机构在維也納总部正式批准哈萨克斯坦加入；这意味着哈萨克斯坦的所有核设施在未来都将受该机构监管或保护。

## 延伸阅读
- 苏联解体
- 不扩散核武器条约
- 第一阶段削减战略武器条约
- 核武器与乌克兰
- 军备控制
- 大规模杀伤性武器条约清单